# 佐那河內村
佐那河內村（日语：／ Sanagōchi son */?）是位於日本德島縣東部的村，也是縣內唯一的村。南部以轆轤山和旭之丸與勝浦町接壤，東邊則與德島市相鄰，園瀨川往東流經村莊中心。當地特產為桃草莓。

## 地理
佐那河內村地處劍山山脈的東端。發源於旭之丸的園瀨川由西往東流經町內，其沿岸形成海拔70公尺的盆地與規模較小的平原。南部的嵯峨川則由南往東流，並在境内與園瀨川匯流。

### 氣候
根據統計，2005年佐那河內村的年均溫為16.7度，年降雨量為999毫米。當地較少下雪，12月至3月下旬會降霜。7月至10月則常受到颱風侵襲。

## 歷史
古時候的德島縣分成粟國與長國，其中佐那河内村隸屬於長國。距今約1800年前，韓背足尼在成務天皇統治日本期間擔任長國國造，並定居在當時作為南北交通要道的佐那河內。645年日本實施大化革新時，阿波國境內分成7個郡，其中佐那河內隸屬於名方郡。寬平８年（896年）名方郡被廢除，並分成名東郡與以西郡。當地則在1021至1024年隸屬於以西郡的時期改名為「佐那河內村」。寛文４年（1664年)，佐那河內村再度併入名東郡。1889年10月1日德島縣實施町村制時，行政區劃至今未曾有任何變動。

## 交通
對外交通主要依賴德島巴士佐那河內線往返德島車站。該村沒有鐵路線穿過。距離佐那河內村最近的車站是 JR 四國高德線和牟岐線的德島站

## 觀光
- 德圓寺
- 大川原高原
- 嵯峨峽
- 清流之源（園瀨川的湧水源）